# Engelsk visse
Engelsk Visse (Genista anglica) er en 15-30 cm høj, løvfældende og nedliggende til opstigende dværgbusk med spidse grentorne. Den vokser i Danmark på heder.

## Beskrivelse
Bladene er græsgrønne til blågrønne og ovale med hel rand. Blomstringen sker i maj-juli. Blomsterne er samlet i endestillede, løse stande. De enkelte blomster er smørgule og bygget som ærteblomster. Frugterne er flade bælgkapsler.
Planten har et dybtgående og kraftigt rodnet, og den udnytter atmosfærens kvælstof ved symbiose med bakterier i knolde på rødderne.
Højde x bredde og årlig tilvækst: 0,25 x 0,50 m (5 x 10 cm/år). Målene kan anvendes ved udplantning.

## Voksested
Arten er temmelig almindelig i Midt- og Vestjylland, hvor den findes i tørre heder sammen med bl.a. Ene, Revling, Hedelyng, Hede-Melbærris og Tyttebær. Den findes hist og her i resten af Jylland og på Vestfyn.
| Portal | Portal:Botanik |